# 圣洛朗代孔布
圣洛朗德孔布（法語：Saint-Laurent-des-Combes，法語發音：[sɛ̃ loʁɑ̃ de kɔ̃b]）是法国吉伦特省的一个市镇，属于利布尔讷区。

## 地理
圣洛朗德孔布（44°52'29"N, 0°7'56"W）面积3.86 平方千米，位于法国新阿基坦大区吉倫特省，该省份为法国西南部沿海省份，是法國本土面积最大的省，北起滨海夏朗德省，西临大西洋，南至朗德省，东南接洛特-加龍省，东临多爾多涅省。
与圣洛朗德孔布接壤的市镇（或旧市镇、城区）包括：圣克里斯托夫-德巴尔德、圣埃米利永、圣伊波利特、圣佩达尔芒、维尼奥内。
圣洛朗德孔布的时区为UTC+01:00、UTC+02:00（夏令时）。

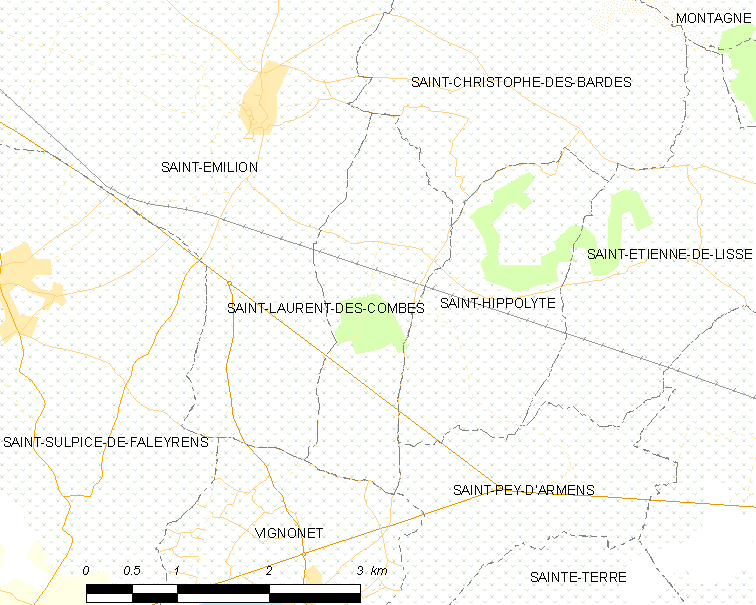
圣洛朗德孔布的OSM定位图

## 行政
圣洛朗德孔布的邮政编码为33330，INSEE市镇编码为33426。

## 政治
圣洛朗德孔布所属的省级选区为多尔多涅山丘县。

## 人口

1962-2008年间圣洛朗德孔布人口变化图示

圣洛朗德孔布于2022年1月1日时的人口数量为229人。